# Мервинна Ромсейская
Мервинна (умерла ок. 970 года) — святая игуменья Ромсейская. Дни памяти — 23 октября , 10 февраля.
Легенда гласит, что она родилась в Ирландии и получила образование у Святого Патрика, но их разделяют пять веков. Исторически она упоминалась в Хартии Эдгара Мирного и в Агиографии рукописей Стефана Первомученика.
Святая Мервинна (Merwinna) была первой настоятельницей монастыря в Ромсее (Romsey, Rumsey), что в Хэмпшире, вновь основанного в 967 году королём  Эдгаром Мирным (Edgar?). Под её окормлением монастырь процветал и привлекал принцесс, в частности, святую Эльфледу, которая похоронила св. Мервинну в монастырском храме.